# Jeong Seon-hwa
Jeong Seon-hwa (정선화?; Gwangju, 2 agosto 1985) è un'ex cestista sudcoreana.

## Carriera
Con la Corea del Sud ha disputato i Campionati mondiali del 2010.